# Борщёво-Песковское сельское поселение
Борщево-Песковское сельское поселение — муниципальное образование в Эртильском районе Воронежской области.
Административный центр — село Борщево-Пески.

## Административное деление
В состав поселения входят:
- село Борщево-Пески,
- село Малые Ясырки.

## Население
| 2000 | 2010 | 2012 | 2013 | 2014 | 2015 | 2016 |
| ---- | ---- | ---- | ---- | ---- | ---- | ---- |
| 1066 | ↘647 | ↘613 | ↘590 | ↘582 | ↘559 | ↘533 |
| 2017 | 2018 |      |      |      |      |      |
| ↗536 | ↘533 |      |      |      |      |      |